# Cupa Campionilor Europeni 1979-1980
Cupa Campionilor Europeni în sezonul 1979-1980 a fost câștigată pentru a doua oară consecutiv de Nottingham Forest, care a învins-o în finală pe formația germană Hamburg.

## Runda preliminară
| Echipa 1 | Scor gen. | Echipa 2 | Tur | Retur |
| -------- | --------- | -------- | --- | ----- |
| Dundalk  | 3–1       | Linfield | 1–1 | 2–0   |

### Prima manșă
| Dundalk    | 1–1     | Linfield   |
| ---------- | ------- | ---------- |
| Devine 80' | Detalii | Feeney 48' |

### A doua manșă
| Linfield | 0–2     | Dundalk          |
| -------- | ------- | ---------------- |
|          | Detalii | Muckian 14', 88' |

Dundalk s-a calificat cu scorul general de 3–1.

## Prima rundă
| Echipa 1             | Scor gen. | Echipa 2       | Tur | Retur |
| -------------------- | --------- | -------------- | --- | ----- |
| Nottingham Forest    | 3–1       | Öster          | 2–0 | 1–1   |
| Argeș Pitești        | 3–2       | AEK Atena      | 3–0 | 0–2   |
| Dinamo Berlin        | 4–1       | Ruch Chorzów   | 4–1 | 0–0   |
| Servette             | 4–2       | Beveren        | 3–1 | 1–1   |
| Újpesti Dózsa        | 3–4       | Dukla Praga    | 3–2 | 0–2   |
| Start                | 1–6       | Strasbourg     | 1–2 | 0–4   |
| HJK                  | 2–16      | Ajax           | 1–8 | 1–8   |
| Red Boys Differdange | 3–7       | Omonia         | 2–1 | 1–6   |
| Partizani Tirana     | 2–4       | Celtic         | 1–0 | 1–4   |
| Dundalk              | 2–1       | Hibernians     | 2–0 | 0–1   |
| Porto                | 1–0       | Milan          | 0–0 | 1–0   |
| Levski-Spartak       | 0–3       | Real Madrid    | 0–1 | 0–2   |
| Valur                | 1–5       | Hamburg        | 0–3 | 1–2   |
| Liverpool            | 2–4       | Dinamo Tbilisi | 2–1 | 0–3   |
| Vejle                | 4–3       | Austria Viena  | 3–2 | 1–1   |
| Hajduk Split         | 2–0       | Trabzonspor    | 1–0 | 1–0   |

### Prima manșă
| Nottingham Forest | 2–0     | Öster |
| ----------------- | ------- | ----- |
| Bowyer 63', 73'   | Detalii |       |

| Argeș Pitești             | 3–0     | AEK Atena |
| ------------------------- | ------- | --------- |
| Nicolae 49', 80' Radu 65' | Detalii |           |

| Dinamo Berlin                       | 4–1     | Ruch Chorzów |
| ----------------------------------- | ------- | ------------ |
| Netz 3' Pelka 18', 79' Riediger 27' | Detalii | Wycislik 87' |

| Servette                                       | 3–1     | Beveren     |
| ---------------------------------------------- | ------- | ----------- |
| Van Genechten 2' (o.g.) Coutaz 65' Hamberg 80' | Detalii | Janssens 5' |

| Újpesti Dózsa                          | 3–2     | Dukla Praga            |
| -------------------------------------- | ------- | ---------------------- |
| Sarlós 42' Nagy 66' Fazekas 71' (pen.) | Detalii | Gajdůšek 3' Nehoda 58' |

| Start     | 1–2     | Strasbourg        |
| --------- | ------- | ----------------- |
| Ervik 81' | Detalii | Piasecki 44', 74' |

| HJK            | 1–8     | Ajax                                                                         |
| -------------- | ------- | ---------------------------------------------------------------------------- |
| Rautiainen 50' | Detalii | Lerby 6', 33' Tahamata 20', 70' Arnesen 37', 68' Krol 53' (pen.) La Ling 63' |

| Red Boys Differdange              | 2–1     | Omonia      |
| --------------------------------- | ------- | ----------- |
| Di Domenico 20' (pen.) Wagner 69' | Detalii | Patikis 35' |

| Partiani Tirana | 1–0     | Celtic |
| --------------- | ------- | ------ |
| Murati 35'      | Detalii |        |

| Dundalk                | 2–0     | Hibernians |
| ---------------------- | ------- | ---------- |
| Carlyle 21' Devine 68' | Detalii |            |

| Porto | 0–0     | Milan |
| ----- | ------- | ----- |
|       | Detalii |       |

| Levski-Spartak | 0–1     | Real Madrid  |
| -------------- | ------- | ------------ |
|                | Detalii | Martínez 26' |

| Valur | 0–3     | Hamburg                      |
| ----- | ------- | ---------------------------- |
|       | Detalii | Hrubesch 18', 26' Buljan 77' |

| Liverpool            | 2–1     | Dinamo Tbilisi |
| -------------------- | ------- | -------------- |
| Johnson 19' Case 44' | Detalii | Chivadze 33'   |

| Vejle                                         | 3–2     | Austria Viena                |
| --------------------------------------------- | ------- | ---------------------------- |
| Andersen 8' Rasmussen 10' Sørensen 40' (pen.) | Detalii | Baumeister 38' Schachner 40' |

| Hajduk Split        | 1–0     | Trabzonspor |
| ------------------- | ------- | ----------- |
| Primorac 75' (pen.) | Detalii |             |

### A doua manșă
| Öster        | 1–1     | Nottingham Forest |
| ------------ | ------- | ----------------- |
| Nordgren 52' | Detalii | Woodcock 79'      |

Nottingham Forest s-a calificat cu scorul general de 3–1.
| AEK Atena                  | 2–0     | Argeș Pitești |
| -------------------------- | ------- | ------------- |
| Ivan 12' (o.g.) Vladić 20' | Detalii |               |

Argeș Pitești s-a calificat cu scorul general de 3–2.
| Ruch Chorzów | 0–0     | Dinamo Berlin |
| ------------ | ------- | ------------- |
|              | Detalii |               |

Dinamo Berlin s-a calificat cu scorul general de 4–1.
| Beveren           | 1–1     | Servette     |
| ----------------- | ------- | ------------ |
| Albert 18' (pen.) | Detalii | Barberis 37' |

Servette s-a calificat cu scorul general de 4–2.
| Dukla Praga          | 2–0     | Újpesti Dózsa |
| -------------------- | ------- | ------------- |
| Vízek 24' Nehoda 88' | Detalii |               |

Dukla Praga s-a calificat cu scorul general de 4–3.
| Strasbourg                         | 4–0     | Start |
| ---------------------------------- | ------- | ----- |
| Bianchi 13', 39', 69' Decastel 76' | Detalii |       |

Strasbourg s-a calificat cu scorul general de 6–1.
| Ajax                                                                | 8–1     | HJK         |
| ------------------------------------------------------------------- | ------- | ----------- |
| Krol 6', 68' (pen.) Blanker 15', 53', 61', 88' Everse 20' Lerby 30' | Detalii | Toivola 85' |

Ajax s-a calificat cu scorul general de 16–2.
| Omonia                                                           | 6–1     | Red Boys Differdange |
| ---------------------------------------------------------------- | ------- | -------------------- |
| Kaiafas 7', 45' (pen.), 70' (pen.), 71' Kanaris 8' Dimitriou 40' | Detalii | Schmidt 42'          |

Omonia s-a calificat cu scorul general de 7–3.
| Celtic                                     | 4–1     | Partiani Tirana    |
| ------------------------------------------ | ------- | ------------------ |
| MacDonald 20' Aitken 22', 44' Davidson 31' | Detalii | Sneddon 15' (o.g.) |

Celtic s-a calificat cu scorul general de 4–2.
| Hibernians | 1–0     | Dundalk |
| ---------- | ------- | ------- |
| Vella 67'  | Detalii |         |

Dundalk s-a calificat cu scorul general de 2–1.
| Milan | 0–1     | Porto    |
| ----- | ------- | -------- |
|       | Detalii | Duda 60' |

Porto s-a calificat cu scorul general de 1–0.
| Real Madrid                          | 2–0     | Levski-Spartak |
| ------------------------------------ | ------- | -------------- |
| del Bosque 20' Cunningham 32' (pen.) | Detalii |                |

Real Madrid s-a calificat cu scorul general de 3–0.
| Hamburg                   | 2–1     | Valur          |
| ------------------------- | ------- | -------------- |
| Hrubesch 50' Wehmeyer 74' | Detalii | Eðvaldsson 89' |

Hamburg s-a calificat cu scorul general de 5–1.
| Dinamo Tbilisi                                | 3–0     | Liverpool |
| --------------------------------------------- | ------- | --------- |
| Gutsaev 55' Shengelia 75' Chivadze 81' (pen.) | Detalii |           |

Dinamo Tbilisi s-a calificat cu scorul general de 4–2.
| Austria Viena | 1–1     | Vejle             |
| ------------- | ------- | ----------------- |
| Gasselich 51' | Detalii | Brylle Larsen 35' |

Vejle s-a calificat cu scorul general de 4–3.
| Trabzonspor | 0–1     | Hajduk Split |
| ----------- | ------- | ------------ |
|             | Detalii | Đorđević 44' |

Hajduk Split s-a calificat cu scorul general de 2–0.

## A doua rundă
| Echipa 1          | Scor gen. | Echipa 2       | Tur  | Retur |
| ----------------- | --------- | -------------- | ---- | ----- |
| Nottingham Forest | 4–1       | Argeș Pitești  | 2–0  | 2–1   |
| Dinamo Berlin     | 4–3       | Servette       | 2–1  | 2–2   |
| Dukla Praga       | 1–2       | Strasbourg     | 1–0  | 0–2   |
| Ajax              | 10–4      | Omonia         | 10–0 | 0–4   |
| Celtic            | 3–2       | Dundalk        | 3–2  | 0–0   |
| Porto             | 2–21      | Real Madrid    | 2–1  | 0–1   |
| Hamburg           | 6–3       | Dinamo Tbilisi | 3–1  | 3–2   |
| Vejle             | 2–4       | Hajduk Split   | 0–3  | 2–1   |

1 Real Madrid s-a calificat în Sferturi datorită golului marcat în deplasare.

### Prima manșă
| Nottingham Forest        | 2–0     | Argeș Pitești |
| ------------------------ | ------- | ------------- |
| Woodcock 12' Birtles 16' | Detalii |               |

| Dinamo Berlin     | 2–1     | Servette      |
| ----------------- | ------- | ------------- |
| Pelka 8' Netz 10' | Detalii | Cucinotta 65' |

| Dukla Praga | 1–0     | Strasbourg |
| ----------- | ------- | ---------- |
| Vízek 10'   | Detalii |            |

| Ajax                                                                            | 10–0    | Omonia |
| ------------------------------------------------------------------------------- | ------- | ------ |
| Lerby 14', 28', 43', 72', 74' Krol 53' (pen.) Arnesen 59' Blanker 66', 81', 87' | Detalii |        |

| Celtic                               | 3–2     | Dundalk                |
| ------------------------------------ | ------- | ---------------------- |
| MacDonald 4' McCluskey 31' Burns 33' | Detalii | Muckian 32' Lawlor 68' |

| Porto                          | 2–1     | Real Madrid    |
| ------------------------------ | ------- | -------------- |
| Fernando Gomes 35', 40' (pen.) | Detalii | Cunningham 52' |

| Hamburg                          | 3–1     | Dinamo Tbilisi |
| -------------------------------- | ------- | -------------- |
| Kaltz 36' Keegan 53' Hartwig 74' | Detalii | Kipiani 29'    |

| Vejle | 0–3     | Hajduk Split                       |
| ----- | ------- | ---------------------------------- |
|       | Detalii | Šurjak 4' Krstičević 53' Šalov 65' |

### A doua manșă
| Argeș Pitești         | 1–2     | Nottingham Forest     |
| --------------------- | ------- | --------------------- |
| Bărbulescu 60' (pen.) | Detalii | Bowyer 5' Birtles 23' |

Nottingham Forest s-a calificat cu scorul general de 4–1.
| Servette                 | 2–2     | Dinamo Berlin             |
| ------------------------ | ------- | ------------------------- |
| Hamberg 83' Barberis 90' | Detalii | Brillat 33' Terletzki 81' |

Dinamo Berlin s-a calificat cu scorul general de 4–3.
| Strasbourg                 | 2–0     | Dukla Praga |
| -------------------------- | ------- | ----------- |
| Piasecki 67' Decastel 116' | Detalii |             |

Strasbourg s-a calificat cu scorul general de 2–1.
| Omonia                                    | 4–0     | Ajax |
| ----------------------------------------- | ------- | ---- |
| Tsikkos 9' Dimitriou 15' Kaiafas 39', 56' | Detalii |      |

Ajax s-a calificat cu scorul general de 10–4.
| Dundalk | 0–0     | Celtic |
| ------- | ------- | ------ |
|         | Detalii |        |

Celtic s-a calificat cu scorul general de 3–2.
| Real Madrid     | 1–0     | Porto |
| --------------- | ------- | ----- |
| Goyo Benito 71' | Detalii |       |

Porto 2–2 Real Madrid . Real Madrid s-a calificat cu scorul general de datorită golului marcat în deplasare.
| Dinamo Tbilisi         | 2–3     | Hamburg                            |
| ---------------------- | ------- | ---------------------------------- |
| Gutsaev 5' Kipiani 45' | Detalii | Keegan 34' Hrubesch 41' Buljan 56' |

Hamburg s-a calificat cu scorul general de 6–3.
| Hajduk Split    | 1–2     | Vejle                            |
| --------------- | ------- | -------------------------------- |
| Zl. Vujović 63' | Detalii | Brylle Larsen 21' Østergaard 70' |

Hajduk Split s-a calificat cu scorul general de 4–2.

## Sferturi
| Echipa 1          | Scor gen. | Echipa 2      | Tur | Retur |
| ----------------- | --------- | ------------- | --- | ----- |
| Nottingham Forest | 3–2       | Dinamo Berlin | 0–1 | 3–1   |
| Strasbourg        | 0–4       | Ajax          | 0–0 | 0–4   |
| Celtic            | 2–3       | Real Madrid   | 2–0 | 0–3   |
| Hamburg           | 3–31      | Hajduk Split  | 1–0 | 2–3   |

1 Hamburg s-a calificat în SemiFinalae datorită golului marcat în deplasare.

### Prima manșă
| Nottingham Forest | 0–1     | Dinamo Berlin |
| ----------------- | ------- | ------------- |
|                   | Detalii | Riediger 63'  |

| Strasbourg | 0–0     | Ajax |
| ---------- | ------- | ---- |
|            | Detalii |      |

| Celtic                  | 2–0     | Real Madrid |
| ----------------------- | ------- | ----------- |
| McCluskey 52' Doyle 75' | Detalii |             |

| Hamburg     | 1–0     | Hajduk Split |
| ----------- | ------- | ------------ |
| Reimann 45' | Detalii |              |

### A doua manșă
| Dinamo Berlin        | 1–3     | Nottingham Forest                     |
| -------------------- | ------- | ------------------------------------- |
| Terletzki 49' (pen.) | Detalii | Francis 15', 35' Robertson 39' (pen.) |

Nottingham Forest s-a calificat cu scorul general de 3–2.
| Ajax                                             | 4–0     | Strasbourg |
| ------------------------------------------------ | ------- | ---------- |
| Schoenaker 35' Arnesen 38' Lerby 55' La Ling 90' | Detalii |            |

Ajax s-a calificat cu scorul general de 4–0.
| Real Madrid                             | 3–0     | Celtic |
| --------------------------------------- | ------- | ------ |
| Santillana 45' Stielike 56' Juanito 86' | Detalii |        |

Real Madrid s-a calificat cu scorul general de 3–2.
| Hajduk Split                              | 3–2     | Hamburg                    |
| ----------------------------------------- | ------- | -------------------------- |
| Zl. Vujović 21' Đorđević 50' Primorac 86' | Detalii | Hrubesch 2' Hieronymus 23' |

Hamburg 3–3 Hajduk Split . Hamburg s-a calificat cu scorul general de datorită golului marcat în deplasare.

## SemiFinalae
| Echipa 1          | Scor gen. | Echipa 2 | Tur | Retur |
| ----------------- | --------- | -------- | --- | ----- |
| Nottingham Forest | 2–1       | Ajax     | 2–0 | 0–1   |
| Real Madrid       | 3–5       | Hamburg  | 2–0 | 1–5   |

### Prima manșă
| Nottingham Forest                | 2–0     | Ajax |
| -------------------------------- | ------- | ---- |
| Francis 33' Robertson 61' (pen.) | Detalii |      |

| Real Madrid         | 2–0     | Hamburg |
| ------------------- | ------- | ------- |
| Santillana 67', 80' | Detalii |         |

### A doua manșă
| Ajax      | 1–0     | Nottingham Forest |
| --------- | ------- | ----------------- |
| Lerby 65' | Detalii |                   |

Nottingham Forest s-a calificat cu scorul general de 2–1.
| Hamburg                                              | 5–1     | Real Madrid    |
| ---------------------------------------------------- | ------- | -------------- |
| Kaltz 10' (pen.), 40' Hrubesch 17', 45' Memering 90' | Detalii | Cunningham 31' |

Hamburg s-a calificat cu scorul general de 5–3.

## Finala
| Nottingham Forest | 1–0                 | Hamburg |
| ----------------- | ------------------- | ------- |
| Robertson 21'     | Detalii MatchCentre |         |

## Golgheteri
Golgheterii sezonului de Cupa Campionilor Europeni 1979–80 sunt:
| Loc | Nume              | Echipă            | Goluri |
| --- | ----------------- | ----------------- | ------ |
| 1   | Søren Lerby       | Ajax              | 10     |
| 2   | Ton Blanker       | Ajax              | 7      |
| 2   | Horst Hrubesch    | Hamburg           | 7      |
| 4   | Sotiris Kaiafas   | Omonia            | 6      |
| 5   | Frank Arnesen     | Ajax              | 4      |
| 5   | Ruud Krol         | Ajax              | 4      |
| 7   | Carlos Bianchi    | Strasbourg        | 4      |
| 7   | Ian Bowyer        | Nottingham Forest | 3      |
| 7   | Laurie Cunningham | Real Madrid       | 3      |
| 7   | Manfred Kaltz     | Hamburg           | 3      |
| 7   | Hartmut Pelka     | Dinamo Berlin     | 4      |
| 7   | Francis Piasecki  | Strasbourg        | 3      |
| 7   | John Robertson    | Nottingham Forest | 3      |
| 7   | Santillana        | Real Madrid       | 3      |